# Barnovská přehrada
Barnovská přehrada je největší vodní nádrž/přehrada na české části řeky Odry. Nachází se severně od zaniklé obce Barnov ve vojenském újezdu Libavá, pod vrcholem Kozí hřbet a poblíž osady Hadinka. Sloužila jako vojenská nádrž pro hluboké brodění těžkou technikou, především tanky. Z důvodu možných ropných havárií a kvůli nemožnosti takovéto havárie spolehlivě zachytit přímo na této nádrži, armáda tuto nádrž k takovýmto cvičením již delší dobu nevyužívá. Barnovská přehrada je veřejnosti, mimo vyhrazené dny, nepřístupná.

## Další informace
Z roku 1910 pochází první plány na postavení přehrady, kdy už tehdy měla být součástí zásobovacích nádrží posilujících splavnost kanálu pro kanál Dunaj-Odra-Labe.
Poblíž, proti proudu Odry se nachází Barnovský most, který byl postaven v roce 1908 a je prvním železobetonovým mostem v celé oblasti. U Barnovského mostu se nachází zaniklý vodní Novooldřůvský mlýn. Za Barnovským mostem se řeka Odra rozlévá do mokřadů a vzniká tak nádrž Barnovská.
Obvykle jedenkrát ročně může být Barnovská přehrada a její okolí přístupné veřejnosti v rámci cyklo-turistické akce Bílý kámen.

## Galerie

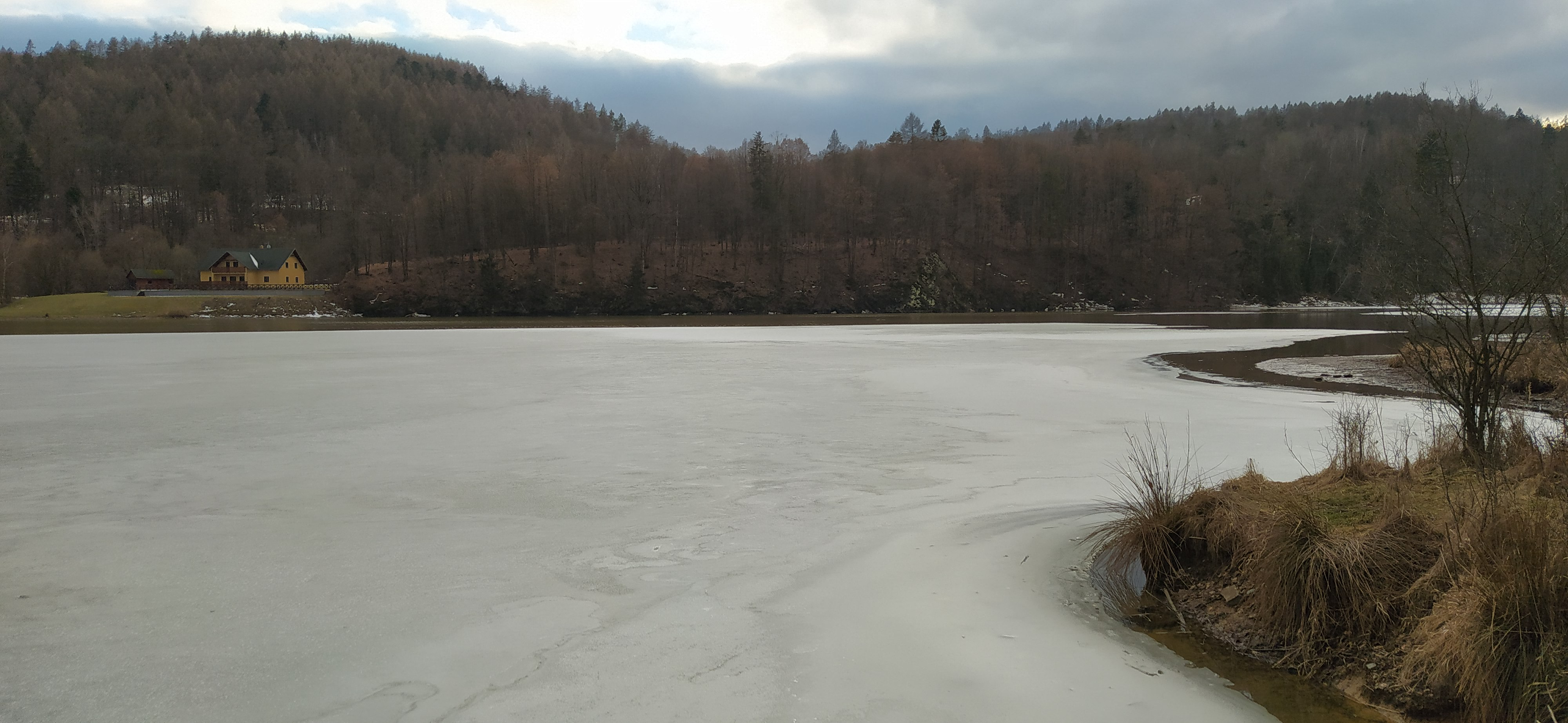
Zimní podvečer, Barnovská pohled směrem k Barnovu
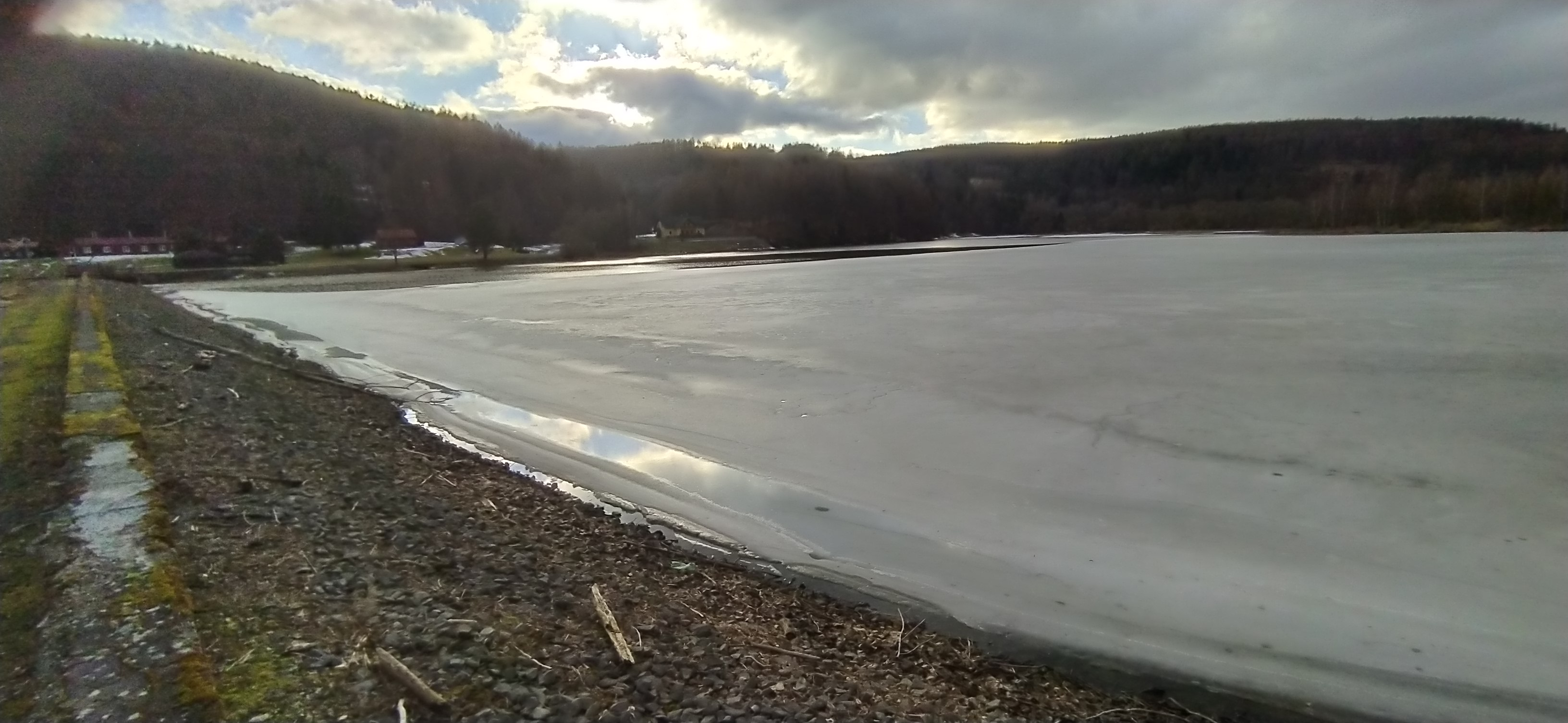
Zímní podvečer, přehrada Barnovská směrem k Barnovu (údolí mezi kopci) a Kozímu hřbetu (vrchol napravo)
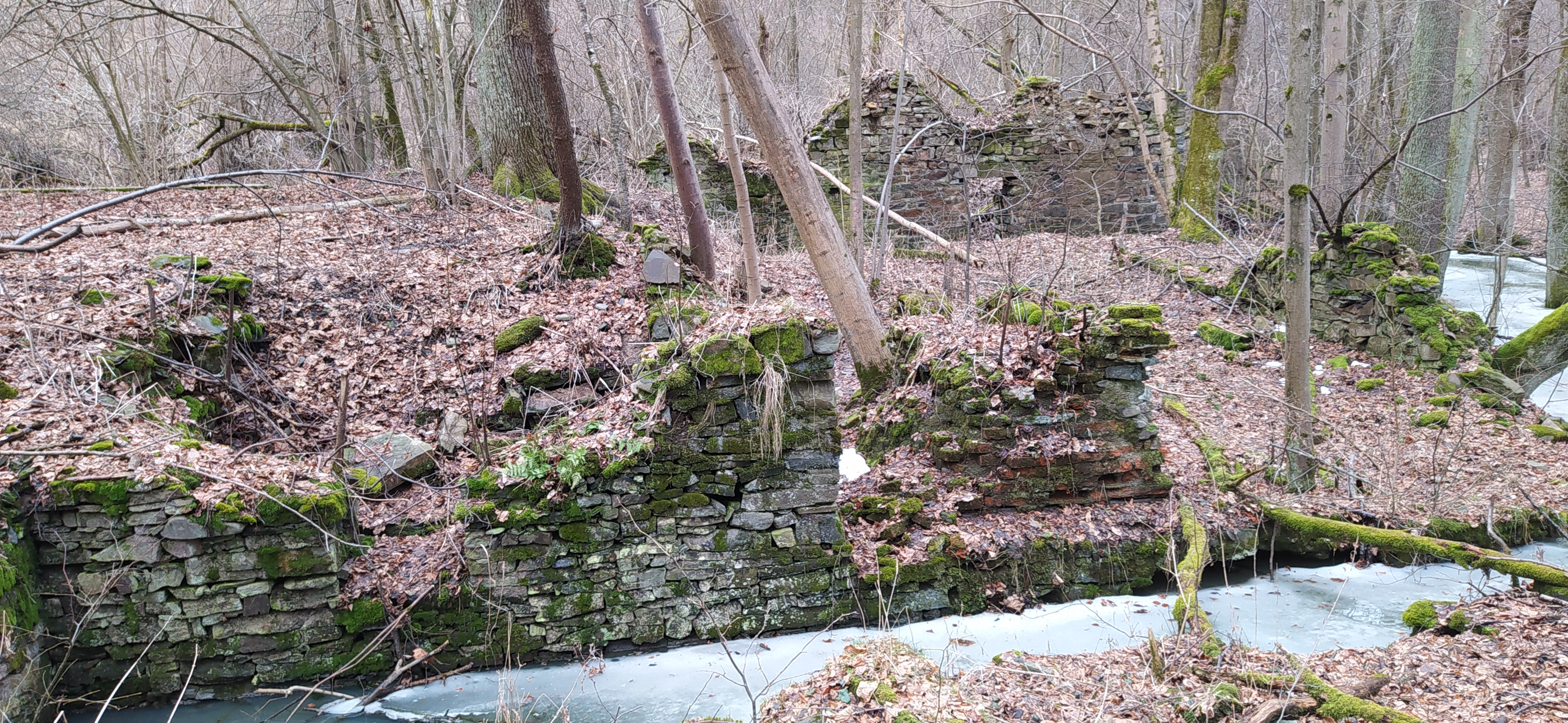
zaniklý Novooldřůvský mlýn
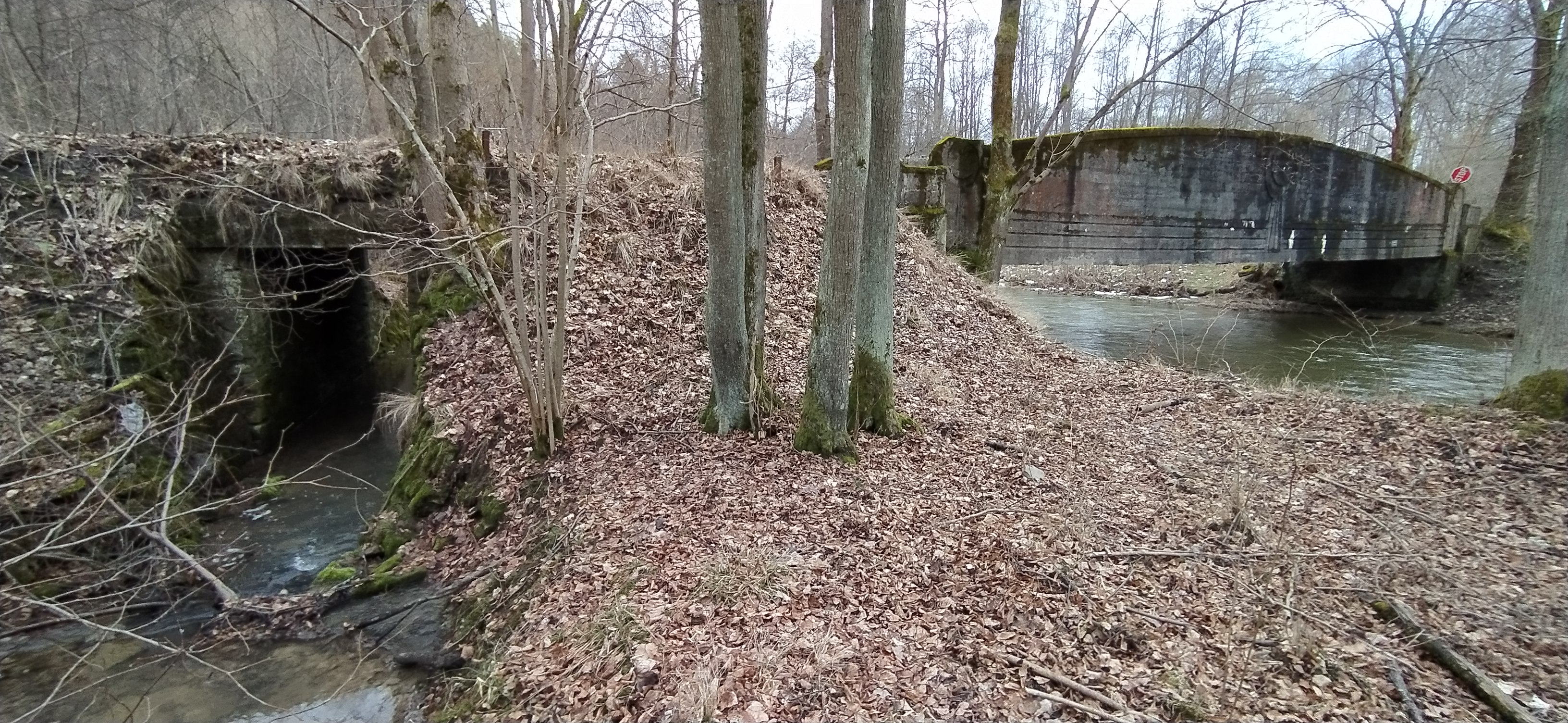
Novooldřůvský mlýn a Barnovský most přes řeku Odru
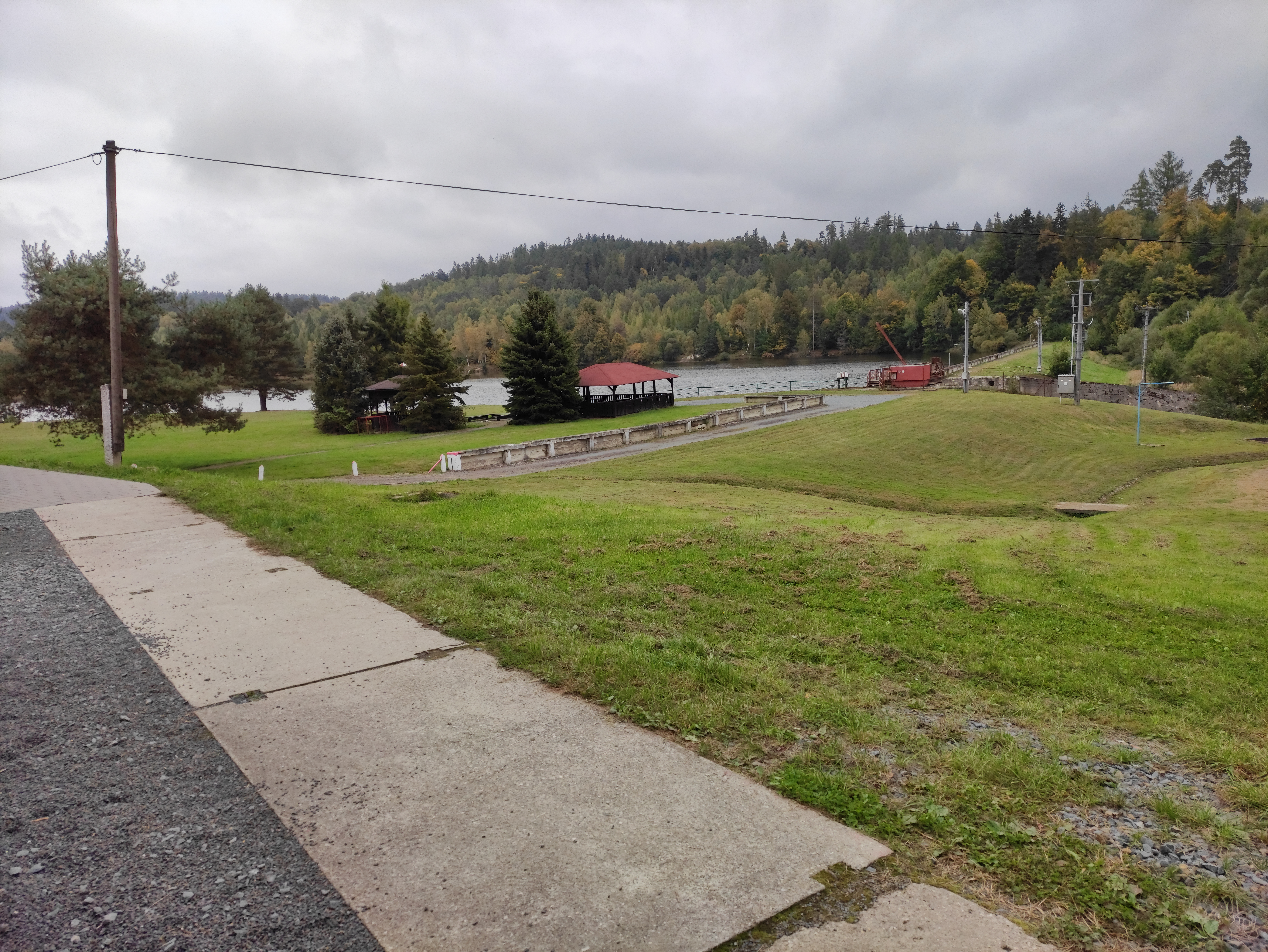